# Karanovac (Bośnia i Hercegowina)
Karanovac (cyr. Карановац) – wieś w Bośni i Hercegowinie, w Republice Serbskiej, w gminie Petrovo. W 2013 roku liczyła 1088 mieszkańców.